# Sadist
Sadist — прогрессивная дэт метал-группа из Генуи, Италия, образованная в 1991 году. Группа распалась в 2000 году после релиза альбома Lego, но в 2005 году участники снова объединились и выпустили альбом Sadist в 2007 году. Они широко использовали гитарные и клавишные соло. Также в их музыке ощущается влияние восточной музыки.

## Состав

### Текущий состав
- Trevor Nadir — гроулинг, доп.скриминг (1996—2000, 2005−наст.время)
- Tommy Talamanca — гитара, клавишные, клавишные соло, пианино, акустическая гитара, уд, сантур, эффекты, доп.бас-гитара, автор песен (1990−2001, 2005−наст.время)
- Romain Goulon − ударные (2020−наст.время)

### Бывшие участники
- Andy Marchini — бас-гитара и безладовая бас-гитара (1996—2001, 2005−2019), вокал (1991-1994)
- Alessio Spallarossa — ударные, перкуссия (1999—2001, 2005−2020)
- Andrea Nasso − бас-гитары (2019–2020)
- Jeroen Paul Thesseling — безладовая бас-гитара (студийно в 2020-2021)
- Sibylle Colin-Tocquaine — вокал (1990—1991)
- Fabio Bocchiddi — вокал (1991—1992, 2000—2001)
- Zanna — вокал (1995—1996)
- Chicco Parisi — бас—гитара (1995—1996)
- Peso — ударные (1990—1996)
- Oinos — ударные (1997—1999)

## Дискография

### Студийные альбомы
- Above the Light (1993)
- Tribe (1996)
- Crust (1997)
- Lego (2000)
- Sadist (2007)
- Season In Silence (2010)
- Hyaena (2015)
- Spellbound (2018)
- Firescorched (2022)
- Something to Pierce (2025)

### Мини-альбомы
- Black Screams (1991) (мини-альбом)

## Видеография
- «Sometimes They Come Back» (1993)
- «Tribe» (1996)
- «'Fools' and Dolts» (1998)
- «Tearing Away» (2007)
- «One Thousand Memories» (2007)
- «The Lonely Mountain» (2015)
- «Den Siste Kamp» Ft. GnuQuartet (2017)